# تپه مایان
تپه مایان مربوط به دوران‌های تاریخی پس از اسلام است و در شهرستان تاکستان، روستای مایان واقع شده و این اثر در تاریخ ۲۵ اسفند ۱۳۷۹ با شمارهٔ ثبت ۳۱۴۰ به‌عنوان یکی از آثار ملی ایران به ثبت رسیده است.